# Любомировка (Вольнянский район)
Любомировка (укр. Любомирівка) — село,
Кировский сельский совет,
Вольнянский район,
Запорожская область,
Украина.
Код КОАТУУ — 2321582005. Население по переписи 2001 года составляло 191 человек.

## Географическое положение
Село Любомировка находится на правом берегу реки Солёная,
на противоположном берегу расположено село Берестовое.

## История
- 1770 год — дата основания как имение Довбыша.
- В 1925 году переименовано в село Любомировка.